# Esquide
Esquide es un despoblado que actualmente forma parte del municipio de Yécora, en la provincia de Álava, País Vasco (España).

## Toponimia
A lo largo de los siglos ha sido conocido con los nombres de Eschidia, Esquibi, Esquidi, Esquini, Hisquidia, e Ischidia.

## Historia
Documentado desde 1140, formaba parte de la hermandad de Laguardia.
Fue despoblado por la peste hacia 1670.
Actualmente sus tierras son conocidas con el topónimo de Esquide.

## Demografía
| Gráfica de evolución demográfica de Esquide entre 1366 y 1670                     |
|                                                                                   |
| Población de derecho, según los censos de población de la Enciclopedia Auñamendi. |